# Алексеев, Александр Геннадьевич (художник)
Александр Геннадьевич Алексеев (род. 23 октября 1940 года, Ростов, Ростовский район, Ярославская область, РСФСР, СССР) — советский и российский художник, мастер миниатюрной живописи по эмали (финифть), народный художник Российской Федерации (2023).

## Биография
Родился 23 октября 1940 года в Ростове.
В 1967 году — окончил Московское художественно-промышленное училище имени М. И. Калинина, после окончания которого работал с перерывами с 1967 по 1977, с 1979 по 1982 годы на фабрике «Ростовская финифть».
В 1970-е годы — активно работал творчески, участвовал в выставках, осваивал ювелирное дело, вел кружок в клубе имени Ленина фабрики «Рольма» (с конца 1967 по 1973 годы), затем в Доме пионеров (с 1973 по 1976, с 1978 по 1995 годы).
С 1977 по 1979 годы — преподавал также и в Ростовской художественной школе.
С 1982 по 1984 годы — был членом Правления Союза художников, а в середине 1980-х — членом Комиссии по народному искусству Союза художников России в Москве.
Один из инициаторов создания Товарищества ростовских художников, с 1992 года стал его председателем.
С 1980 года — член Союза художников СССР.
Произведения находятся в собраниях государственных музеев России, а также во многих частных коллекциях России и за рубежом.

## Творческая деятельность
В 1970-х годах создал монументальное панно «Николай Коперник», состоящее из 56 пластин, в 1976 году создал монументальное панно для оформления вестибюля фабрики «Ростовская финифть», автор его одного панно, посвящённого мастеру-финифтянщику рубежа XVII—XIX веков Алексею Всехсвятскому, в настоящее время экспонируется в Музее финифти Ростовского кремля.
Является участником художественных выставок различного уровня.

## Награды
- Народный художник Российской Федерации (2023)
- Заслуженный художник Российской Федерации (2003)
- Медаль «В память 850-летия Москвы» (1997)
- Дипломант Российской Академии художеств (1998)
- Дипломант Союза художников России (1999).
- Благодарность ВТОО СХР (2018)
- Благодарственное письмо муниципалитета города Ярославля (2023)